# Просте око в безхребетних

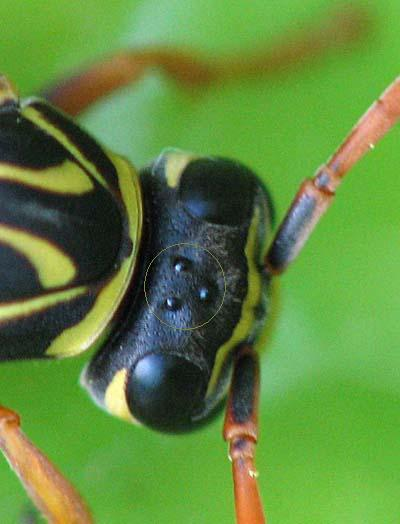
Голова Polistes з двома складними очима та трьома вічками

Прóстé óко є типом форми ока або оптичного механізму, який містить один кришталик. «Просте око» так називається, бо протиставляється фасетковому окові, яке є багатокришталиковим, і не обов'язково є простим у звичному розумінні цього слова. Очі людей і великих тварин та об'єктиви класифікуються як «прості», оскільки в обох випадках одна лінза збирає і фокусує світло на сітківці або плівці. Багато комах мають фасеткові очі, що складаються з декількох кришталиків (до десятків тисяч), кожен з яких фокусує світло на невелику кількість ретинальних клітин.
Будова ока тварини визначається середовищем, в якому вона живе, і поведінковими завданнями, які вона повинна виконувати, щоб вижити. Членистоногі дуже відрізняються за оселищами, в яких вони живуть, а також візуальними потребами щодо знаходження їжі або конспецифічності та уникнення хижаків. Отже, величезна різноманітність очних конструкцій зустрічається у членистоногих: вони мають широкий спектр нових рішень для подолання зорових проблем або обмежень.

## Очні плями або вічка
Деякі медузи, морські зірки, плоскі черви та немертини мають спрощені очі, пігментовані очні плями (англ. pigment spot ocelli), у яких пігмент розподіляється випадковим чином і не має додаткових структур, таких як рогівка та лінза. Колір очей у цих тварин червоний або чорний. Однак, інші кнідарії мають більш складні очі, у тому числі Cubomedusae, які мають чітку сітківку, кришталик та рогівку.
Багато равликів та слимаків (черевоногих молюсків) також мають вічка або на кінчиках щупалець, або біля основи щупалець. Однак, деякі інші черевоногі, такі як Strombidae, мають набагато більш ускладнені очі. Тридакна мають вічка, які дозволяють світлу проникати в їхні мантії
.

## Прості очі у членистоногих

### Очі павуків

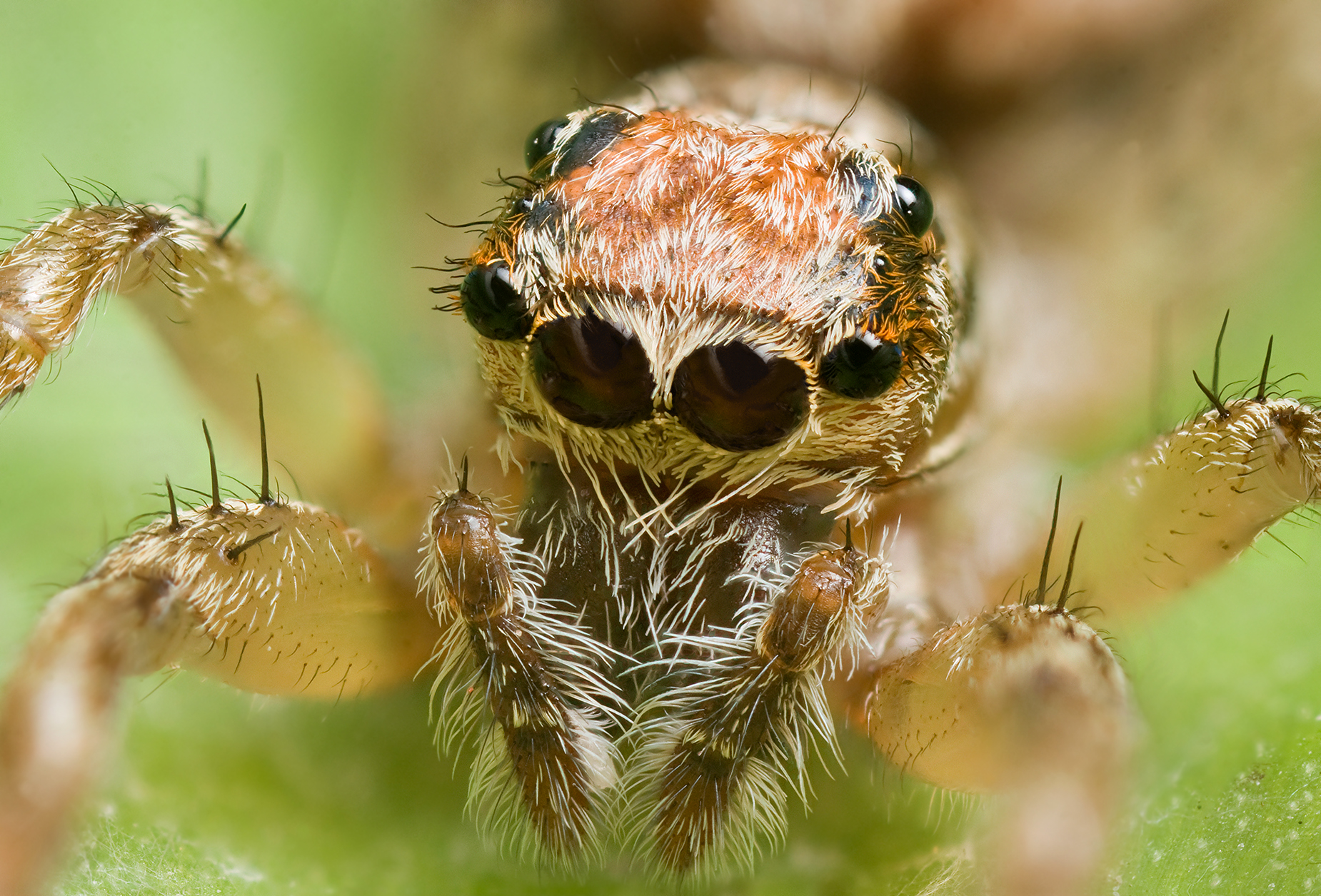
Ці головні вічка павука-скакуна (центральна пара) дуже гострі. Крайня пара — це "вторинні очі", а інші пари вторинних очей — з боків і зверху голови.

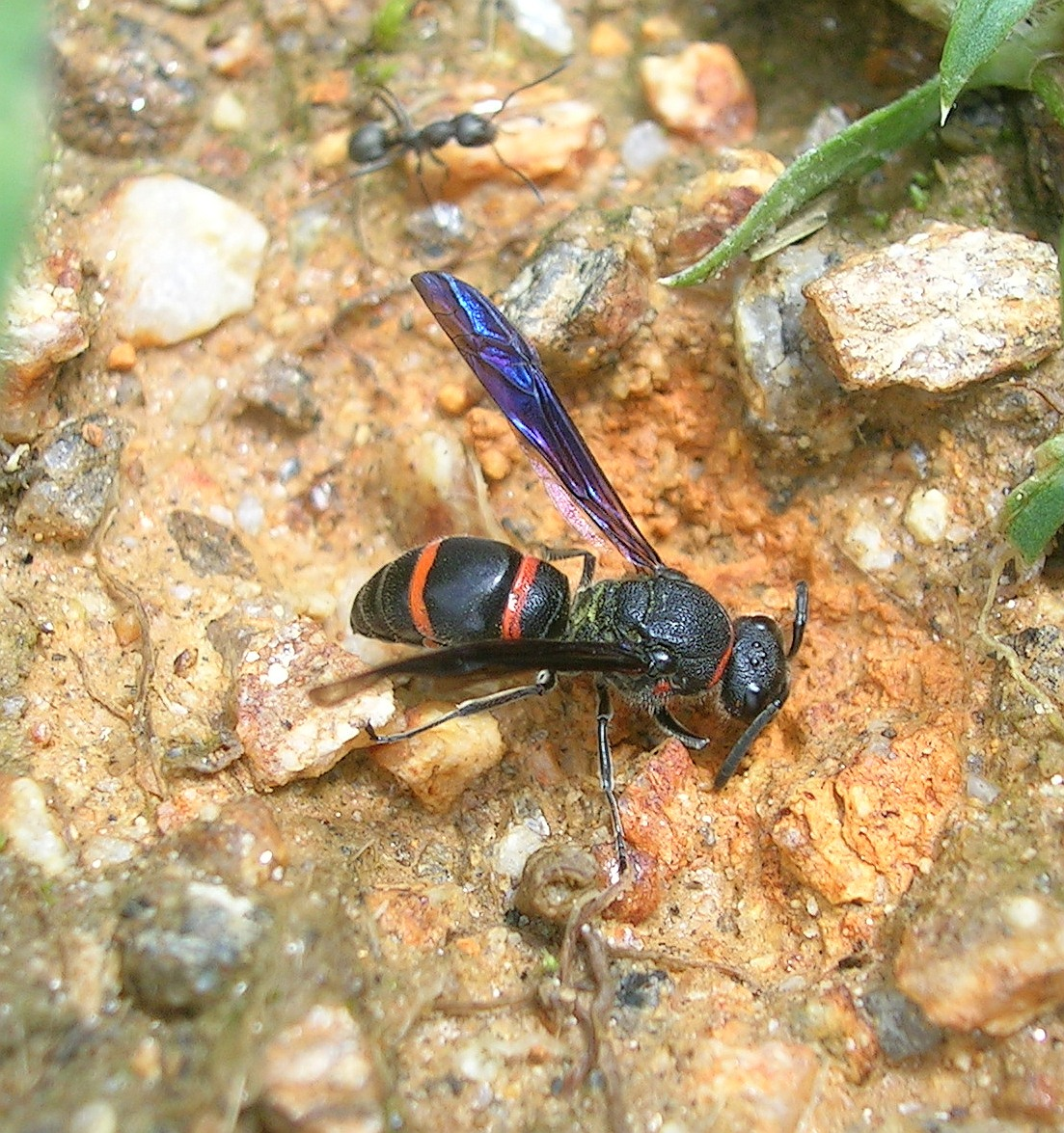
Голова оси з трьома вічками (в центрі) і дорсальною частиною складних очей (зліва і справа).

У павуків немає складних очей, а натомість вони мають кілька пар простих очей, кожна пара яких пристосована до конкретного завдання чи завдань. Основні очі та вторинні у павуків розташовані в чотирьох або більше парах. Тільки основні очі мають рухому сітківку. Вторинні очі мають відбивач на задній частині очей. Світлочутлива частина рецепторних клітин знаходиться поруч, тому вони отримують пряме і відбите світло. Наприклад, у павуків, які полюють або павуків-скакунів, пара очей, направлена вперед, має найвищу роздільну здатність (і навіть телескопічні компоненти), щоб бачити (нерідко маленьку) здобич на великій відстані. Очі павуків, що полюють у ночі дуже чутливі при слабкому освітленні з великою апертурою, f/0.58.

### Дорсальні вічка
Латинський термін «ocellus» (укр. вічко; у множині лат. ocelli) походить від латинського oculus (укр. око) і буквально означає "маленьке око". Існують два різних типи вічок: дорсальні вічка (або прості вічка), що є у більшості комах, і латеральні вічка (стемма (лат. stemmata)), які є в личинок деяких рядів комах. Вони структурно і функціонально дуже різні. Прості очі інших тварин, наприклад, кнідарій, також можуть називатися вічками, але знову ж таки будова та анатомія цих очей досить відрізняються від структур дорсальних вічок комах.
Дорсальні вічка — світлочутливі органи, що знаходяться на дорсальній поверхні або лобовій поверхні голови багатьох комах, наприклад, перетинчастокрилих (бджіл, мурах, ос, пильщиків, рогохвостів), двокрилих (комарів, мошок, мокреців, ґедзів, мух, оводів), бабок (різнокрилих, рівнокрилих) та прямокрилих (сарани, коників, цвіркунів). Вічка співіснують зі складними очима; Таким чином, більшість комах мають два анатомічно окремих та функціонально різних зорових шляхи.
Кількість, форми та функції дорсальних вічок помітно різняться між рядами комах. Вони, як правило, більші й сильніше виражені у летючих комах (зокрема, бджіл, ос, бабок та сарани), в яких вони, як правило, зустрічаються як триплет. Два бічних вічка спрямовані відповідно ліворуч та праворуч від голови, тоді як центральне (серединне) вічко направлено фронтально. У деяких наземних комах (наприклад, у деяких мурашок та тарганів) присутні лише два бічних вічка: серединне вічко відсутнє. На жаль, зазначені тут «бічні вічка» належать до бокових вічок дорсального типу. Їх не слід плутати з латеральними вічками деяких личинок комах (див. стемма).
Дорсальні вічка складаються з кришталикового елемента (рогівки) та шару фоторецепторів (паличок). Кришталик вічка може бути сильно вигнутим (наприклад, бджоли, сарана, бабки) або плоским (наприклад, таргани). Шар фоторецепторів може (наприклад, сарана) або не може (наприклад, каліфориди, бабки) відокремлюватися від кришталика чіткою зоною (склисте тіло). Кількість фоторецепторів також змінюється в широких межах, але може налічувати сотні чи тисячі для добре розвинених вічок.
Дві дещо незвичні риси вічок особливо помітні й загалом добре зберігаються між рядами комах.
1. Рефрактивна сила кришталика зазвичай недостатня для формування зображення на шарі фоторецептора.
2. Дорсальні вічка повсюдно мають великі коефіцієнти конвергенції від нейронів першого порядку (фоторецептори) до нейронів другого порядку.

Ці два фактори привели до висновку, що дорсальні вічка не здатні сприймати форму, і тому виключно придатні для функцій вимірювання світла. Враховуючи велику апертуру та низьке діафрагмове число кришталика,  а також великий показник конвергенції та синаптичні надбавки, зазвичай вічка вважаються набагато чутливішими до світла, ніж складні очі. Крім того, враховуючи відносно просту нейронну будову ока (мала кількість синапсів між детектором і ефектором), а також надзвичайно великий діаметр деяких вічкових інтернейронів (найчастіше це нейрони найбільшого діаметру в нервовій системі тварини), вічка зазвичай вважаються "швидшими", ніж складні очі.
Одна поширена теорія функції вічок у летючих комах стверджує, що їх використовують для підтримки стабільності польоту. Враховуючи їхню недосфокусованість, широке поле зору і високу світлозбиральну здатність, вічка чудово пристосовані для вимірювання змін сприйнятої яскравості зовнішнього світу у той час, як комаха обертається або нахиляється щодо своєї осі тіла під час польоту. Коригувальні реакції польоту на світло були продемонстровані у сарани та бабок у "прив’язаному польоті". Інші теорії функції вічок варіювались від ролей як адаптерів світла або глобальних збудливих органів до поляризаційних сенсорів і циркадних налаштовувачів.
Недавні дослідження показали, що вічка деяких комах (особливо бабок, але також і деяких ос) здатні формувати зір, оскільки кришталик вічка формує зображення всередині або близько до шару фоторецепторів. У бабок було показано, що рецептивні поля як фоторецепторів, так і нейронів другого порядку можуть бути досить обмеженими. Подальші дослідження продемонстрували, що ці очі не лише розрізняють просторові деталі світу, але і сприймають рух. Нейрони другого порядку в середньому вічку бабок реагують сильніше на бруски та решітки, що рухаються вгору, ніж бруски та решітки, що рухаються вниз, але цей ефект є лише тоді, коли як стимул використовується ультрафіолетове світло; коли ультрафіолетове світло відсутнє, не спостерігається спрямованої реакції. Вічка бабок — це особливо високорозвинені та спеціалізовані зорові органи, які можуть підтримувати виняткові акробатичні здібності цих тварин.
Дослідження вічок викликають великий інтерес для конструкторів невеликих безпілотних літальних апаратів. Конструктори цих ремесел стикаються з багатьма тими ж проблемами, з якими стикаються комахи, підтримуючи стабільність у тривимірному світі. Інженери все частіше беруть натхнення від комах для подолання цих проблем.

### Стемми

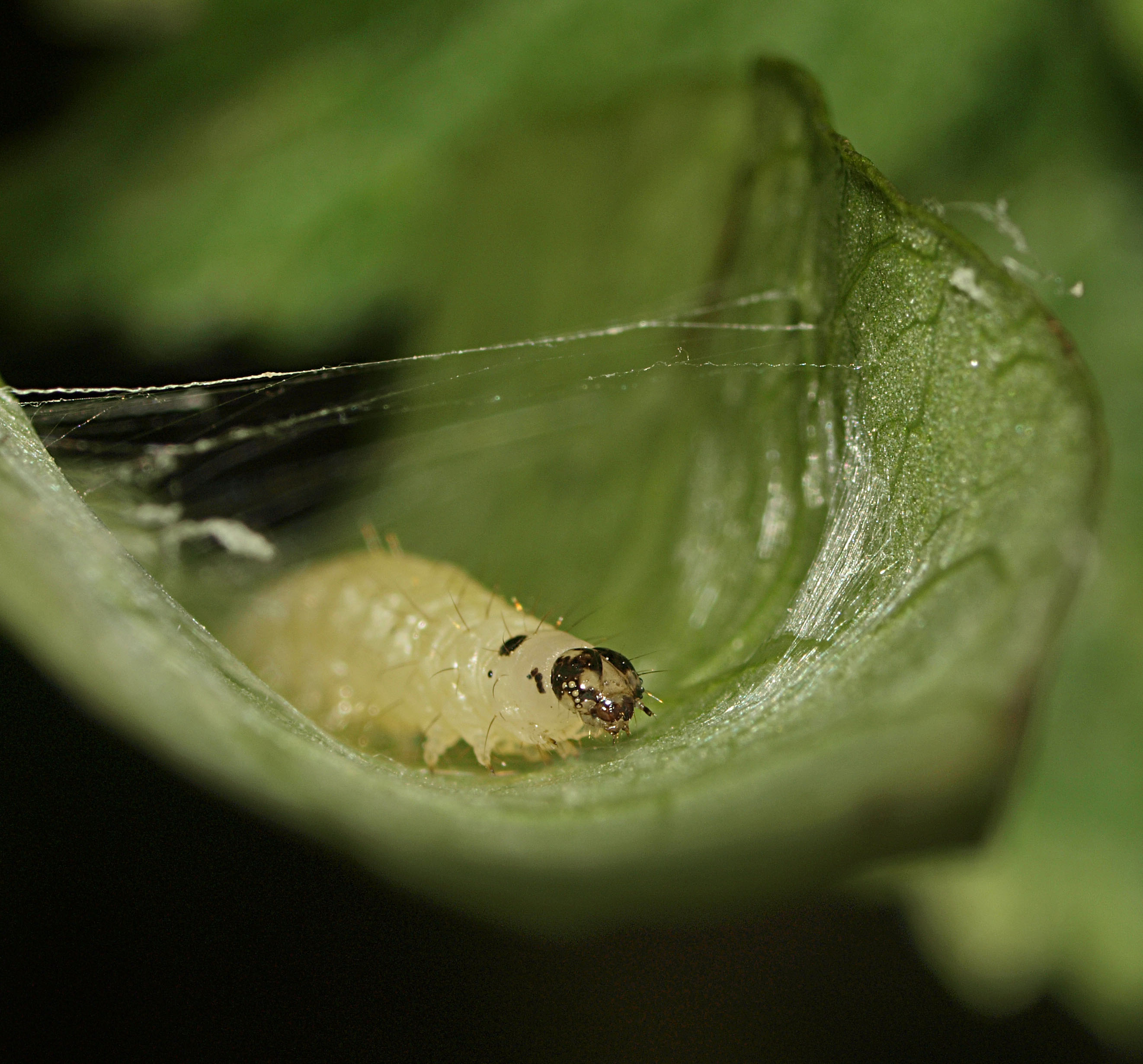
Личинка молі збирається линяти; нові стемми видно за старою головною капсулою

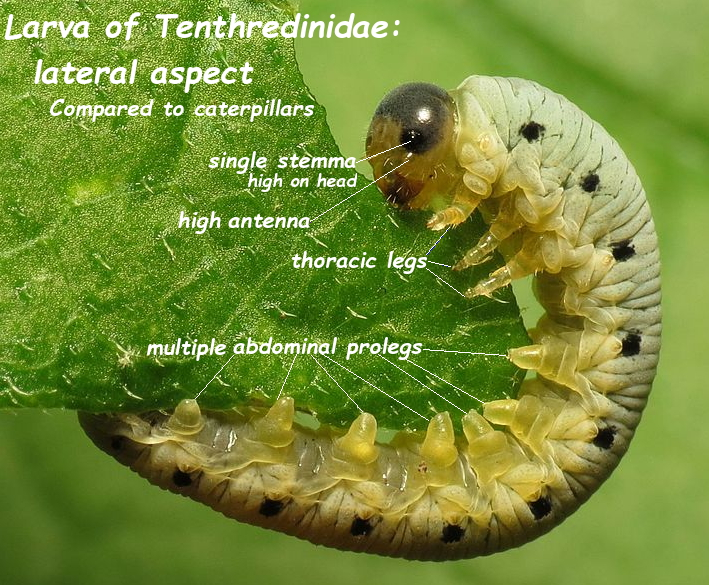
Приклад личинки пильщика. У нього є лише одна пара стемм, і вони роміщені вище на його голові, ніж положення стемм на головах личинок лускокрилих

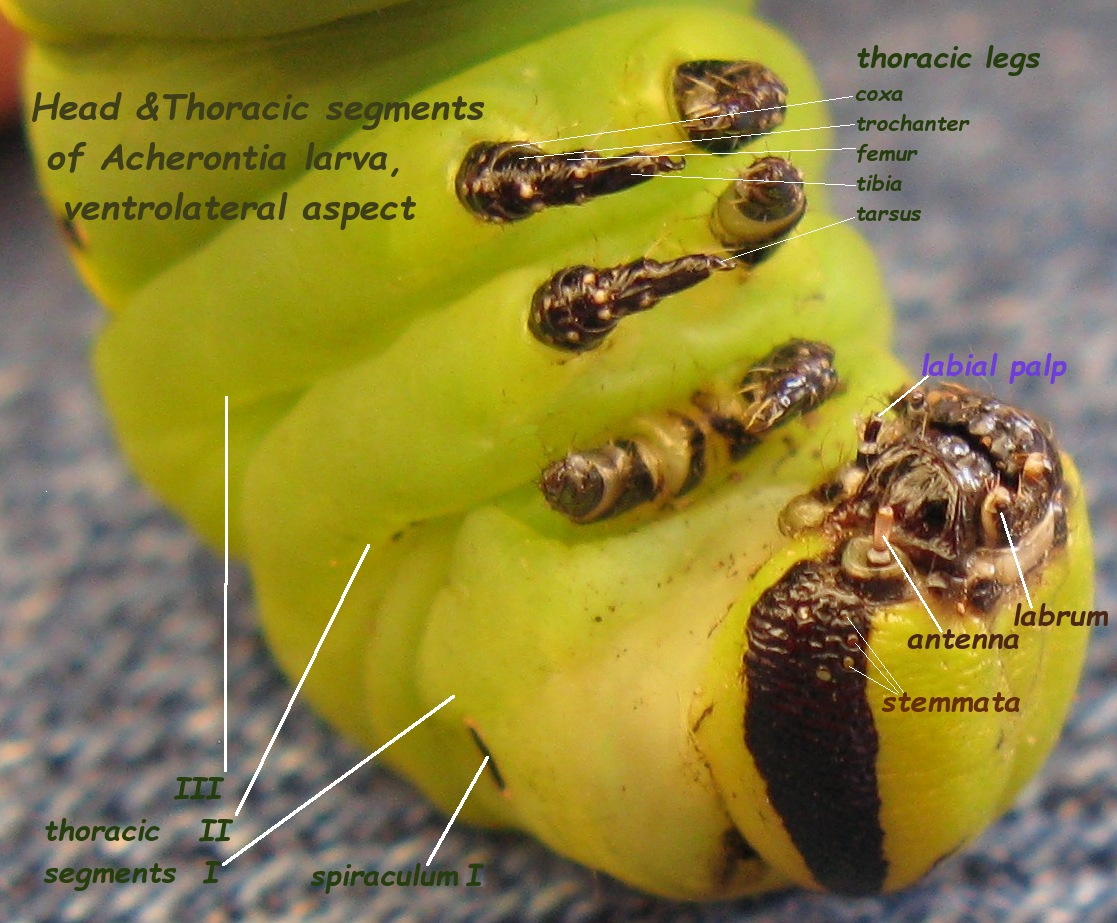
Личинка одного з видів Acherontia, показана тут, типова для ряду Lepidoptera. Голова личинки несе більше однієї пари стемм, всі з яких розташовані нижче і набагато більш широко розставлені, ніж ротовий апарат

Стемма (англ. stemma; у множині англ. stemmata) — клас простих очей. Багато видів голометаболічних личинок не мають жодної іншої форми очей до тих пір, поки вони не перейдуть на останню стадію росту. Дорослі особини декількох рядів шестиногих також мають стемми, і у них взагалі ніколи не розвиваються складні очі. Прикладом є блохи, колемболи та щетинкохвості. Віялокрилі мають кластер простих очей. Деякі інші членистоногі, такі як багатоніжки, рідко мають будь-які очі, окрім стемм на будь-якій стадії їхнього життя (винятками є  великі й добре розвинені складні очі мухоловок).
За кожним кришталиком типової, функціональної стемми, лежить один кластер фоторецепторних клітин, що називається ретинула. Кришталик двоопуклий, а тіло стемми має склоподібне або кристалічне ядро.
Хоча стемми — це прості очі, у деяких видів, наприклад, у личинок лускокрилих, і особливо тих, що належать до пильщиків, родини перетинчастокрилих комах, є простими лише тим, що вони представляють незрілі або ембріональні форми складних очей дорослих особин. Вони можуть мати значний ступінь гостроти зору і чутливості, і можуть виявляти поляризоване світло. На стадії лялечки такі стемми розвиваються в повноцінні складні очі. Однією з особливостей, які пропонують підказку щодо їх онтогенетичної ролі, є їх бічне положення на голові; вічка, які іншими ознаками нагадують стемми, як правило, містяться на ділянках, серединних щодо складних очей, або майже так. В певних колах ця відмінність призвела до використання терміна "латеральні вічка" для позначення стемми.

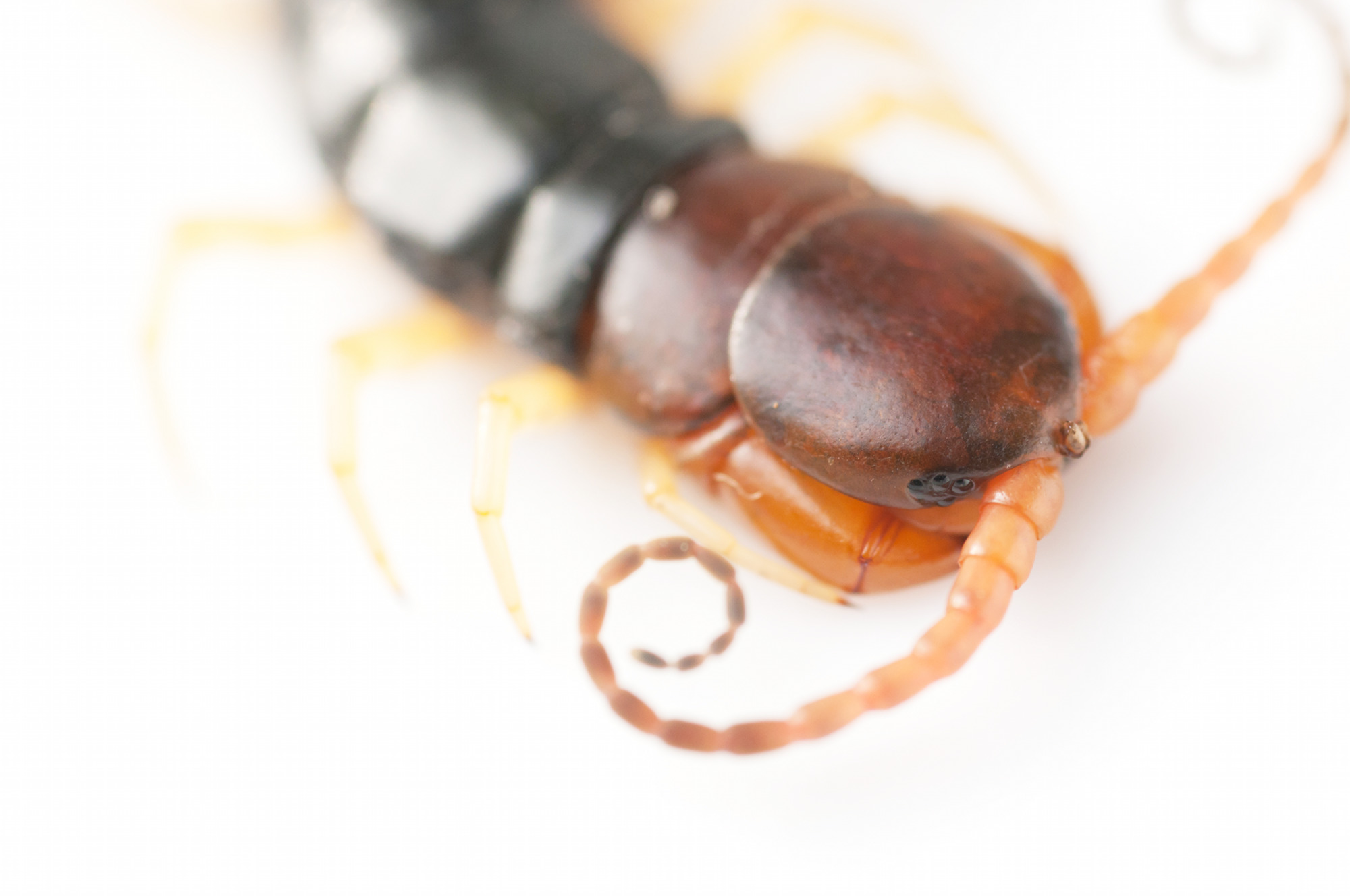
Вид Scolopendra (Chilopoda) зі стеммами, які неповністю агреговані в складні очі

## Генетичний контроль
Сукупність генетичних шляхів є відповідальними за утворення та позиціювання вічок. Ген orthodenticle є алельним до ocelliless, мутованого алелю, який перешкоджає виникненню вічок. У дрозофіли родопсин Rh2 експресується лише в простих очах.
Хоча (щонайменше у дрозофіли) як гени безочності (англ. genes eyeless), так і ген dachshund експресуються в складному оці, але не в простому оці, не повідомлялося про гени «розвитку», які однозначно експресуються в простому оці.
Рецептор епідермального фактора росту сприяє експресії orthodenticle і, можливо, відсутність очей (англ. eyes absent, eya) і як така є важливою для формування простих очей.